# Бут, Эдвина
Эдвина Бут (англ. Edwina Booth, настоящее имя — Жозефина Констанс Вудрафф (англ. Josephine Constance Woodruff); 13 сентября 1904, Прово, Юта — 18 мая 1991, Лос-Анджелес, Калифорния) — американская актриса. Наибольшую известность ей принесла роль в фильме 1931 года «Торговец Хорн», во время съемок которого она заболела и это фактически положило конец её карьере в кино.

## Ранние годы
Она родилась в Прово, штат Юта, 13 сентября 1904 года в семье Джеймса Ллойда Вудраффа и Жозефины Бут Вудрафф. Она была старшей из пяти детей. Её отец был врачом. Она страдала от гипогликемии, из-за которой у нее было мало энергии и она не могла закончить ни одного полного года обучения в школе. Её семья переехала в Венис, Калифорния, в 1921 году из-за того, что её отец заболел гриппом. Будучи подростком, Вудрафф смотрела много фильмов в свободное время.
Её сценическое имя было Эдвина Бут: её любимого двоюродного деда звали Эдвин, а фамилия дедушки была Бут.
Режиссёр Эй Джей Бабилл заметил Бут во время принятия солнечных ванн на калифорнийском пляже. Он дал ей визитную карточку, и через несколько дней она отправилась в Metropolitan Studio, чтобы пройти свою первую кинопробу. Она получила свою первую роль в 1926 году в немом фильме. В 1928 году Бут была утверждена на роль в фильме Дороти Арзнер «Коктейль Манхэттен». Она была в отпуске после выступления на сцене в 1927 году, когда режиссер Э. Мейсон Хоппер увидел её и предложил ей роль в фильме. Metro-Goldwyn-Mayer был впечатлен её игрой и утвердил Бут на второстепенные роли.

## Инцидент на съемках «Торговец Хорн»
Ее карьера и жизнь изменились навсегда, когда студия утвердила её на роль в своем новом приключенческом фильме «Торговец Хорн» вместе с Гарри Кэри. MGM выделила на производство довольно большой бюджет и отправила актеров и съемочную группу на съемки в Восточную Африку. До 1929 года в Африке снимались только фильмы-путешествия, но MGM надеялась, что идея «съемок на местности» повысит коммерческую привлекательность фильма. Съемочная группа была неопытной и плохо оснащенной для съемок в Африке, и эта проблема усугубилась из-за принятого в последнюю минуту решения MGM снимать фильм со звуком.
Когда Бут покинула США, у неё была температура 40 градусов. По пути в Африку, на борту SS Ussukama, режиссер В. С. Ван Дайк сказал ей загорать на палубе, чтобы акклиматизироваться к африканскому солнцу. Вместо этого она получила ожоги третьей степени. Она потеряла сознание тем вечером во время ужина и была отдана на попечение Олайв Кэри, жены актёра Гарри Кэри, которая сопровождала его на съемки.
В Африке ей пришлось справляться с жарой и насекомыми. Во время съемок она получила солнечный удар и упала с дерева. Создатели фильма считали, что её роль «Белой богини» требует, чтобы она была полураздета, из-за чего она порезалась о слоновую траву и, вероятно, увеличила её восприимчивость к укусам комаров. Она также получила большое количество укусов клещей .
Во время съемок Бут заразился малярией. В интервью Дику Кэвитту в 1973 году Кэтрин Хепбёрн сказала, что Бут заразился шистосомозом, и ошибочно заявила, что Бут умерла. Ночью она страдала от бессонницы и ослепляющих головных болей.
В производстве участвовал местный врач, но единственными западными лекарствами, к которым он имел доступ, были пищевая сода, хинин и слабительное. Съемочная группа умоляла продюсера Ирвинга Тальберга по телеграфу прислать мобильную бригаду скорой помощи и специальную первую помощь, но он этого не сделал. Съемки продолжались несколько месяцев (гораздо дольше, чем среднее время производства в те дни), и был выпущен только в 1931 году. Несмотря на множество проблем с производством фильма, «Торговец Хорн» имел успех, обеспечив номинацию на премию Оскар как «Лучший фильм».
Бут пришлось гораздо хуже; ей потребовалось шесть лет, чтобы полностью восстановиться физически. Она подала в суд на MGM на сумму более миллиона долларов, объяснив, что ей предоставили недостаточную защиту и неподходящую одежду во время съемок в Африке. Она утверждала, что ее заставляли загорать обнаженной в течение длительного времени во время съемок. Олайв Кэри дала показания о том, что Тальберг не предоставил Бут медицинский транспорт или дополнительную помощь, потому что, по его словам, его беспокоил бюджет фильма. Дело привлекло много внимания в таблоидах и в конечном итоге было урегулировано во внесудебном порядке. В то время условия не были раскрыты, однако архивы Университета Бригама Янга указывают, что она согласилась на 35 000 долларов, что составляет не менее 600 000 долларов в нынешнем эквиваленте.
Актёрская карьера Бут так и не восстановилась. Ни MGM, ни другие крупные студии не собирались нанимать её, что создало возможность для продюсера Нэта Левина из малобюджетной Mascot Pictures. Левин увидел шанс извлечь выгоду из успеха «Торговца Хорн», воссоединив его звёзд Гарри Кэри и Эдвину Бут для двух приключенческих сериалов, «Исчезающий легион» и «Последний из Могикан». Фильмы были успешны в рамках своего ограниченного рынка, но не смогли продвинуть кинокарьеру Бут.

## Последние года
В 1935 году Бут и её отец отправились в Европу на лечение. Когда она вернулась в Соединенные Штаты, её поместили в темную комнату. Она отказалась говорить о своей карьере кинозвезды в более поздние годы своей жизни. Бут полностью скрылась от глаз общественности, хотя продолжала получать письма от поклонников до конца своей жизни. Она заявила, что посвятит все своё будущее свободное время и большую часть своих доходов облегчению человеческих страданий. «Мои годы болезни не прошли даром», — сообщила она местной прессе. «Я научилась любить человечество». Она стала более активной в Церкви Иисуса Христа Святых последних дней и работала в храме в Лос-Анджелесе, Калифорния.

## Браки
Бут была замужем трижды. Все союзы были бездетными. Брак Энтони Шака, ее первого мужа, был аннулирован вскоре после её возвращения из Африки. Она вышла замуж за своего второго мужа, Уриэля Лео Хайэма, 21 ноября 1951 года; он умер в 1956 году. Её третьим мужем был Рейнольд Фельберг. Они были женаты с 1959 года до его смерти в 1983 году. Было много ложных слухов и сообщений о её кончине до фактической смерти её 18 мая 1991 года.
Она умерла от сердечной недостаточности в Лонг-Бич, штат Калифорния. и похоронена на мемориальном кладбище «Вудлон» в Санта-Монике.

## Фильмография
- 1929 — Наши современные девицы[англ.] / Our Modern Maidens — неопределенная роль (не указана в титрах)
- 1931 — Торговец Хорн / Trader Horn — Нина Трент
- 1931 — Исчезающий легион[англ.] / The Vanishing Legion (сериал) — Каролина Холл
- 1932 — Полуночный патруль[англ.] / The Midnight Patrol — Джойс Грили
- 1932 — Последний из Могикан / The Last of the Mohicans (сериал) — Кора Манро
- 1932 — В ловушке в Тихуане[англ.] / Trapped in Tia Juana (Альтернативное название: Брат ее возлюбленного) — Дороти Брэндон